# Lachemilla bourgeaui
Lachemilla bourgeaui är en rosväxtart som beskrevs av Per Axel Rydberg. Lachemilla bourgeaui ingår i släktet Lachemilla och familjen rosväxter. Inga underarter finns listade i Catalogue of Life.